# Isaac Halstead Williamson

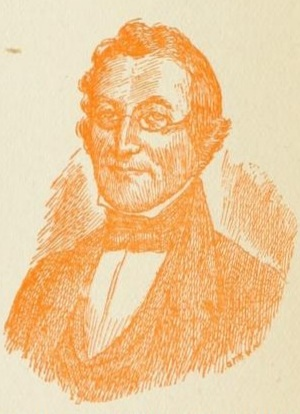
Isaac Halstead Williamson

Isaac Halstead Williamson (* 27. September 1767 in Elizabeth, Province of New Jersey; † 10. Juli 1844 ebenda) war ein US-amerikanischer Politiker und von 1817 bis 1829 Gouverneur des Bundesstaates New Jersey.

## Frühe Jahre und politischer Aufstieg
Isaac Williamson besuchte die öffentlichen Schulen seiner Heimat. Nach einem anschließenden Jurastudium wurde er im Jahr 1791 als Rechtsanwalt zugelassen. Daraufhin begann er eine erfolgreiche juristische Karriere. Er wurde unter anderem stellvertretender Staatsanwalt im Morris County. Politisch war er ursprünglich Mitglied der Föderalistischen Partei, mit der er sich um 1812 in der Frage des Britisch-Amerikanischen Krieges überwarf.  Dann wechselte er zur Demokratisch-Republikanischen Partei über. Zwischen 1815 und 1817 war er Abgeordneter in der New Jersey General Assembly. Nach dem Rücktritt von Gouverneur Mahlon Dickerson wurde er von der Legislative seines Staates zu dessen Nachfolger gewählt.

## Gouverneur von New Jersey
Williamsons erste Aufgabe war die Beendigung der angebrochenen Amtszeit seines Vorgängers. Anschließend wurde er jedes Jahr bis 1828 in diesem Amt bestätigt. Damit konnte er zwischen dem 6. Februar 1817 und dem 30. Oktober 1829 als Gouverneur amtieren. Aufgrund der Staatsverfassung war die Stellung des Gouverneurs gegenüber der Legislative nicht sehr stark. In seiner Regierungszeit wurden die Kanzleigerichte reformiert und der Bau des Raritan and Delaware Canal gefördert.
Damals veränderte sich die Parteienlandschaft in den Vereinigten Staaten. Williamsons Demokratisch-Republikanische Partei löste sich auf und er trat der neuen von Präsident Andrew Jackson gegründeten Demokratischen Partei bei.
Nach dem Ende seiner Gouverneurszeit war Williamson zwischen 1830 und 1833 Bürgermeister seiner Heimatstadt Elizabeth. Gleichzeitig war er von 1831 bis 1833 Mitglied des Senats von New Jersey. Im Jahr 1844 war er Präsident einer Versammlung, die die Staatsverfassung von New Jersey überarbeitete. Im Juli desselben Jahres verstarb er. Mit seiner Frau Anne Crossdale Jouet hatte er zwei Kinder.